# 내륙대리석짓비단도마뱀붙이
내륙대리석짓비단도마뱀붙이(Oedura cincta)는 인랜드 마블 벨벳 게코(inland marbled velvet gecko)라고도 불리며, 호주에 자생하는 도마뱀붙이류의 일종이다.

## 형태
내륙대리석짓비단은 주둥이에서 항문까지 평균 90mm, 최대 108mm까지 자라며, 꼬리는 두툼하고 분홍빛 갈색 몸뚱이 위에 대여섯 개의 밝은 줄무늬가 가로지른다. 이 줄무늬는 아성체 시기에 특히 뚜렷하다. 성체가 되면 밝은 노란색 반점이 드러나며, 이 때문에 줄무늬는 덜 도드라지게 된다. 스트레스를 받거나 신체 상태가 악화되면 꼬리는 가늘어진다. 성체의 보랏빛 갈색 바탕은 낮에 도드라지며, 밤에는 좀 더 둔탁한 회색을 띄는 것으로 보인다. 형태적으로 비슷한 대리석짓비단도마뱀붙이(en:Marbled velvet gecko)와는 길이가 더 길고, 꼬리가 더 길며 더 얇고 머리보다 더 두꺼워지지 않는 것으로 구별할 수 있다.

## 어원
Cinctus는 돌다, 둘러싸다를 의미하는 라틴어 cingo의 남성형 단수이며, 내륙대리석짓비단의 꼬리에 존재하는 줄무늬와 관계가 있는 것처럼 보인다. Oedura는 부풀어오른 꼬리를 의미하며, 대부분의 짓비단도마뱀붙이속은 꼬리가 상당히 두툼한 편이다.

## 분류와 진화
짓비단도마뱀붙이속의 분화는 플리오플라이스토세(en:plio-pleistocene)에 고립된 개체군에, 플리오세 초기에 중심 개체군에 일어났다. 이 종은 최근에 올리버(Oliver)와 도우티(Doughty)(2016)가 근연종 대리석짓비단도마뱀붙이에서 O. fimbria, O. bella와 함께 독립시켰다. 암생성( saxicoline) 도마뱀으로서 내륙대리석짓비단과 같은 단일종은 서식지에 따라 다수의 구별되는 혈통을 아우를 수 있으며, 내륙대리석짓비단의 경우 동부, 중부 혈통의 두 진화핵심단위(evolutionary significant units, ESU)가 존재한다고 여겨진다. O. derelicta는 O.cincta 의 동의어(유체 형태)로 여겨진다.

## 분포
내륙대리석짓비단은 오스트레일리아 중부와 동부 내륙에 널리 분포한다. 내륙대리석짓비단은 나무, 바위에서 살아가는 도마뱀붙이류이며 주로 화강암, 석영, 사암, 석회암이나 나무에서 발견된다. 동부 ESU는 뉴사우스웨일스주와 퀸즐랜드주에서 쿠퍼분지(en:Cooper Basin), 달링분지(Darling basin) 전역의 삼림지대에 서식하며, 주로 나무구멍과 작은 나무의 껍질, 특히 목마황속(en:Casuarina)의 나무에 서식한다는 것이 밝혀졌다. 바위가 존재한다면 바위에서 살아간다고 알려져있으며, 플린더스산맥의 그러한 서식지에서 살아간다. 호주 동부 내륙(동부 ESU) 전역에선 수목에서 살아가는 개체가, 호주 중부(중부 ESU) 지역에서는 바위에서 살아가는 개체가 많다. 중부 ESU의 두 고립된 개체군은 노던준주 남부의 맥도넬산맥(en:MacDonnell Ranges), 레이놀즈산맥(Reynolds Ranges)에서 먹이를 구하며, 주로 바위에서 살아간다.

## 번식
내륙대리석짓비단은 난생하며, 보통 한 번에 두 개씩 낳는다.

## 식성
짓비단도도마뱀붙이속은 지표면이나 바위, 나무의 수직 표면 위에서 절지동물을 잡아먹으며 나무의 수액, 특히 아카시아속의 수액을 먹기도 한다.